# Film de televiziune
Un film de televiziune este un film care este un program de televiziune produs și distribuit de către o rețea de televiziune, spre deosebire de [majoritatea] filmelor care sunt realizate în mod explicit pentru a fi prezentate inițial în cinematografe.
Deși nu sunt etichetate exact ca atare, printre primele filme de televiziune se poate enumera filmul din 1957 numit The Pied Piper of Hamelin produs de NBC pe baza unui poem de Robert Browning și cu Van Johnson în rolul principal, unul dintre primele filme „muzicale de familie” produse direct pentru televiziune.